# Fontana Nucarabella
La fontana Nucarabella è un'antica fontana risalente al XIX secolo, situata presso il rione Paese Vecchio nel comune di Sant'Eufemia d'Aspromonte.

## Storia
La zona, come la fontana, prende il nome da un'antica storia d'amore consumata in questa zona dove, un tempo, risiedevano le famiglie più altolocate del paesino aspromontano tra le quali c'era quella della giovane Clementina. Le donne, a quel tempo, potevano uscire di casa solamente nelle occasioni religiose e quindi la ragazza rimase molto sorpresa dalla visita di un giovane contadino che, vestito con abiti da festa, si presentò nella casa del nobile per offrire alla famiglia un paniere di ciliegie. Clementina rimase subito colpita dal quel giovane che era semplice ma allo stesso tempo molto affascinante e chiese al contadino di poter andare insieme a cogliere quelle succulente ciliegie. 
Col passare del tempo i due cominciarono a frequentarsi e le differenze sociali si annullarono dinanzi al loro amore puro, genuino, vero; questi si incontravano sotto un albero di noci che nel dialetto eufemiese si dice "nucara" e proprio dall'espressione detta dal giovane all'amata (Questa nucara è beddha comu a tia) è nato il nome con cui sono chiamate sia la fontana che la zona nella quale si trova. Quando Clementina disse alla madre di essere in dolce attesa ella cercò di affrontare il padre della ragazza che decise, controvoglia, di accettare le nozze della figlia con il giovane e questa vicenda mette in luce come l'amore sia in grado di andare contro le differenze sociali, abolendole completamente anche nella rigida società ottocentesca.

## La ricerca storica
La storia relativa a questa fontana è stata curata da alcuni alunni del liceo scientifico e delle scienze umane di Sant'Eufemia d'Aspromonte nell'ambito del progetto FAI (Torneo del paesaggio) nell'anno scolastico 2018/2019 con l'obiettivo di valorizzare e riscoprire luoghi legati all'acqua, sorgente di vita. I ragazzi, dopo ricerche condotte sul luogo, hanno prodotto un video di circa 5 minuti nel quale hanno ripercorso le vicende dei due giovani che, vicino a questa fontana, hanno conosciuto l'amore.